# Sagor från Blåbärsberget
Sagor från Blåbärsberget var SR:s julkalender 1978. Det året berättades en eller två sagor per dag fram till julafton. Fem skådespelare turades om att läsa sagorna: Roland Wilén, Margreth Weivers, Solveig Samzelius, Olle Johansson och Lilga Kovanko. Julkalendern producerades av Rolf Bergström och Lars Rundgren hos Radio Norrköping.

## Handling
Sagorna kommer från olika tider och olika länder. Vissa är välkända och har berättats flera gånger, på många olika sätt. Bland sagorna återfinns Kejsarens nya kläder, Pomperipossa, Guldlock och de tre björnarna, Nalle Puh, Pelle Svanslös samt sagor från Korea ("Statyn som nös"), Afrika ("De kloka djuren") och indianernas Amerika ("Han som gör åskan").

## Papperskalender

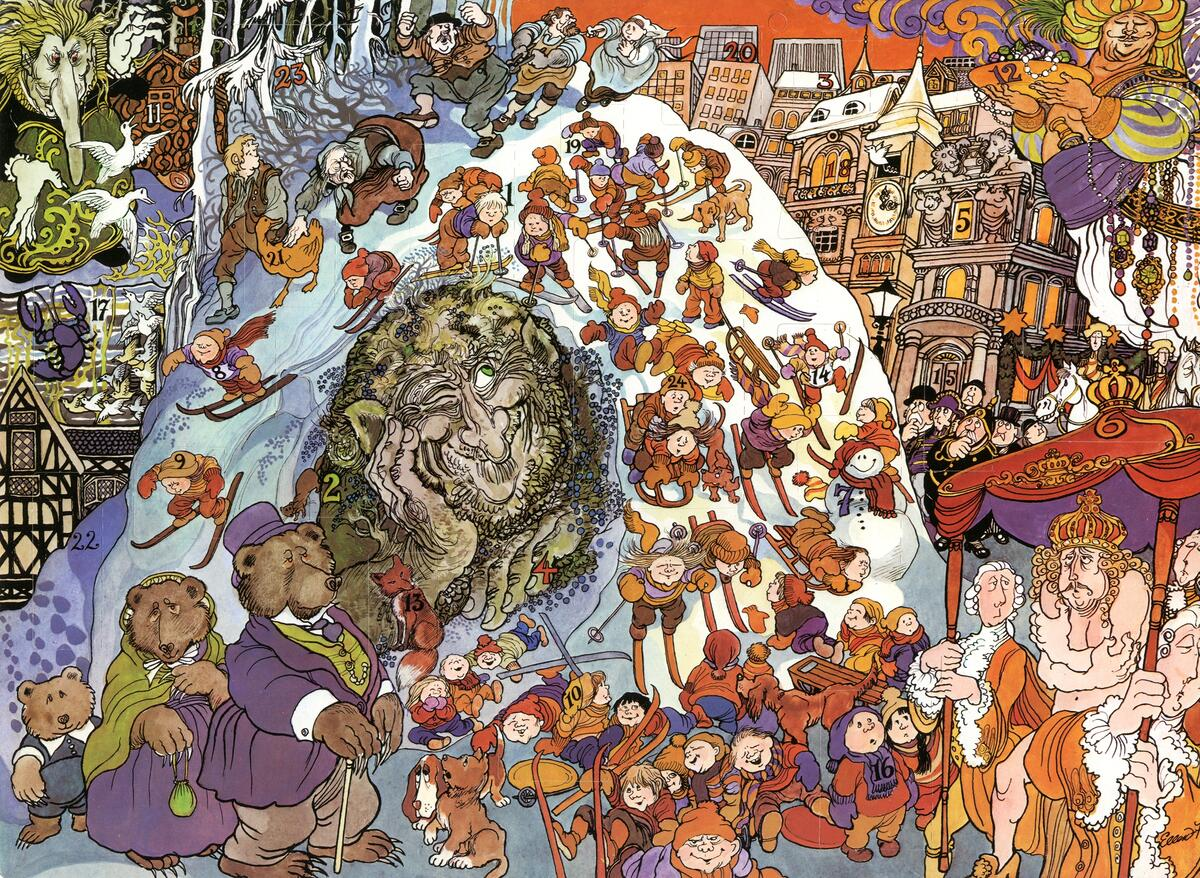
Papperskalendern

Årets papperskalender ritades av Ellen Auensen och föreställer de segment från de olika sagorna som julkalendern innehåller, däribland den nakne kejsaren, anden i flaskan och de tre björnarna från Guldlocks äventyr. I mitten av bilden finns en snöhög med ett troll inuti som flera barn åker skidor över.

## I andra medier
Sagorna i julkalendern finns utgivna i bokform av Sveriges radio med illustrationer av Ellen Auensen.

### Fotnoter
1. 1 2 3 4  Stenudd, Solveig (2004). Teskedsgumman, Pettson, Pelle Svanslös och alla de andra : julkalendern i radio och TV genom tiderna (Ny, utök. version). Sveriges television (SVT). sid. 58-59. ISBN 91-975013-0-1. OCLC 186559284. https://www.worldcat.org/oclc/186559284. Läst 5 juni 2023
2. ↑  ”1978, Sagor från Blåbärsberget”. Sveriges Radio. http://sverigesradio.se/barn/julkalendrar/1978.stm. Läst 30 augusti 2015.
3. ↑   Sagor från Blåbärsberget. 1978. ISBN 978-91-522-1552-4. https://libris.kb.se/bib/7409564. Läst 5 juni 2023